# Obzidje
Obzidje ali obrambni zid je fortifikacija, ki ščiti mesto, naselje ali večje ozemlje pred morebitnimi agresorji.
Izraz obzidje se praviloma nanaša na mestna obzidja, kakršno je imela na primer rimska Emona in nekatera srednjeveška mesta. Med obzidja, ki so ščitila večja ozemlja, spadajo Kitajski zid, Hadrijanov in Antoninov zid med Britanijo in Škotsko. Na ozemlju Slovenije so Rimljani zgradili julijsko-alpski obrambni sistem, ki je varoval prehode iz Panonije v Italijo potem, ko obramba na mejah imperija ni več zadostovala. Slednjega so sestavljali, ponekod v več pasovih, zaporni zidovi in utrdbe. Razporejeni so bili na vseh možnih prehodih v Italijo. Med velike utrdbe so spadali Castra (Ajdovščina), Ad Pirum (Hrušica) in Nauportus (Vrhnika), med majhne pa npr. Lanišče ob cesti med Podkrajem in Logatcem.
Mnogo obzidij je imelo samo simbolično funkcijo in so samo dokazovala neodvisnost skupnosti, ki so jih obdajali. Nekateri drugi, na primer Atlantski zid, niso bili pravi zidovi, ampak obrambni sistemi, ki naj bi preprečili vdor sovražnika.

## Zgodovina
Od zelo zgodnje zgodovine do sodobnosti je bilo obzidje nuja za vsako mesto. Uruk v starodavni Sumeriji (Mezopotamija) je eno najstarejših obzidanih mest na svetu. Pred tem je imelo mesto Jeriho (arabsko تل السلطان, latinizirano: Tell es-Sultan) na Zahodnem bregu že v 8. tisočletju pred našim štetjem svoje obzidje. Najstarejše znano mestno obzidje v Evropi je Solnicata (bolgarsko Солницата), ki je bilo zgrajeno v 6. ali 5. tisočletju pred našim štetjem.
Asirci so uporabljali množico delovne sile za gradnjo novih palač, templjev in obrambnih zidov.
Utrjena so bila tudi nekatera naselja v civilizaciji doline Inda. Do okoli leta 3500 pred našim štetjem je na stotine majhnih kmetijskih vasi nastalo na poplavni ravnici Inda. Mnoga od teh naselij so imela utrdbe in načrtovane ulice. Kamnite in blatne opečne hiše naselja Kot Didži so bile zbrane za masivnimi kamnitimi poplavnimi nasipi in obrambnimi zidovi, saj so se s sosednjimi skupnostmi nenehno prepirali za nadzor nad glavnimi kmetijskimi zemljišči. Mundigak (približno 2500 pr. n. št.) v današnjem jugovzhodnem Afganistanu ima obrambne zidove in kvadratne bastijone iz opeke, posušene s soncem.
Babilon je bil eno najbolj znanih mest antičnega sveta, zlasti zaradi gradbenega programa Nebukadnezarja, ki je razširil obzidje in zgradil Ištarina vrata.
Izjem je bilo malo, vendar niti antična Šparta niti antični Rim dolgo časa nista imela obzidja. Sprva so bile te utrdbe preproste konstrukcije iz lesa in zemlje, ki so jih kasneje nadomeščale konstrukcije iz kamna, zloženega brez malte.
V Srednji Evropi so Kelti zgradili velika utrjena naselja, na ta pa so delno vplivale sredozemske zasnove obzidij. Utrdbe so se nenehno širile in izboljševale.
V Antični Grčiji so v mikenskem obdobju postavili velike kamnite zidove, na primer mesto Mikene (znano po svojih kiklopskih zidovih. V klasični dobi Grčije je mesto Atene zgradilo dolg niz vzporednih kamnitih zidov, imenovanih Dolgo obzidje, ki so segali v njihovo zavarovano morsko pristanišče v Pirej.
Velika zemeljska obzidja so bila zgrajena v starodavni Kitajski od dinastije Šang (približno 1600–1050 pr. n. št.), saj je imela starodavna prestolnica Ao na ta način zgrajene ogromne zidove. Čeprav so bile kamnite stene na Kitajskem zgrajene v času vojskujočih se držav (481–221 pr. n. št.), se množična preobrazba v kamnito arhitekturo ni začela do dinastije Tang (618–907 n. št.). Odseki Velikega zidu so bili zgrajeni pred dinastijo Qin (221–207 pr. n. št.) in so se nato povezali in utrdili v času dinastije Jin, čeprav je bila današnja oblika večinoma inženirski podvig in preoblikovanje dinastije Ming (1368–1644 n. št.) . Veliki zid Pingyaoja so primer. Prav tako je zidove prepovedanega mesta v Pekingu v začetku 15. stoletja vzpostavil cesar Jongle.
Rimljani so svoja mesta utrdili z masivnimi kamnitimi zidovi, vezanimi z malto. Med njimi so v veliki meri že obstoječ Avrelijanov zid v Rimu in Konstantinopelsko obzidje v sodobnem Carigradu, skupaj z delnimi ostanki drugje. To so večinoma mestna vrata, denimo Porta Nigra v Trierju.
Perzijci so zgradili obrambne zidove, da bi zaščitili svoje ozemlje, zlasti Derbentski zid in Veliki zid Gorgan, zgrajen na obeh straneh Kaspijskega jezera proti nomadskim narodom.
Poleg teh je v zgodnjem srednjem veku nastalo tudi nekaj mest, zgrajenih okoli gradov. Ta mesta so bila le redko zaščitena s preprostimi kamnitimi zidovi in bolj običajno s kombinacijo obeh, obzidja in jarkov. Od 12. stoletja našega štetja je bilo po vsej Evropi ustanovljenih na stotine naselij vseh velikosti, ki so kmalu zatem zelo pogosto pridobila pravico do obzidja.
Ustanovitev mestnih središč je bila pomembno sredstvo teritorialne širitve in v ta namen so bila v obdobju vzhodne naselitve ustanovljena mnoga mesta, zlasti v srednji in vzhodni Evropi. Ta mesta je enostavno prepoznati zaradi pravilne ureditve in velikih tržnih površin. Utrdbe teh naselij so se nenehno izboljševale, da bi odražale trenutno raven vojaškega razvoja.
V obdobju renesanse so Benečani postavili velika obzidja okoli mest, ki jih je ogrožalo Osmansko cesarstvo. Primeri so obzidana mesta Nikozija in Famagusta na Cipru ter utrdbe Candia in Hania na Kreti, ki še vedno stojijo.
- Konstantinopelsko obzidje, Unescova dediščina
- Obrambni zid Cartagene, Kolumbija
- Vrata gradu Gonio
- Rekonstrukcija zidu v Hattuši
- Rimsko obzidje v kraju Lugo, Galicija, Španija, Unescova dediščina
- Obzidje Derbenta, pozno sasanidsko obdobje
- Mestno obzidje Ávila, Španija, Unescova dediščina
- Ostanek mestnega obzidja mesta Svätý Jur, Slovaška
- Obzidje Talina, Estonija, Unescova dediščina
- Obzidje Dubrovnika, Hrvaška
- Obzidje mesta Rothenburg ob der Tauber, Nemčija
- Del obzidja v San Francisco de Campeche, Mehika, Unescova dediščina

## Sestava
Obrambni zid je najbolj preprost, sestavljen iz obzidja in vrat. Večinoma je bil vrh zidu dostopen od znotraj, zunanja stran pa je imela visoke parapete s strelnimi linami ali cinami. Severno od Alp je imel prehod na vrhu obzidja občasno streho.
Poleg tega je bilo skozi stoletja narejenih veliko različnih izboljšav:
- Mestni jarek: jarek, izkopan pred obzidjem, občasno napolnjen z vodo.
- Vratni stolp: stolp, zgrajen ob mestnih vratih ali nad njimi, da bi bolje branili mestna vrata.
- Stolp v obzidju: stolp, zgrajen na odseku obzidja, ki se običajno nekoliko razširi navzven, tako da so lahko opazovali zunanjost obzidja na obeh straneh. Poleg strelnic bi lahko za dodatno obrambo na vrhu pritrdili baliste, katapulte in topove.
- Predzid: zid, ki je zgrajen zunaj stene, običajno nižji - prostor vmes je bil običajno dodatno razmejen z dodatnimi zidovi.
- Dodatne ovire pred obzidjem

Obrambni stolpi zahodnih in južnoevropskih utrdb so bili v srednjem veku pogosto zelo načrtno in enotno zgrajeni (primer Ávila, Provins), medtem ko so srednjeevropska mestna obzidja po navadi različna. V teh primerih vrata in stolpi pogosto dosežejo precejšno višino, vrata z dvema stolpoma na obeh straneh pa so precej redkejša. Poleg čisto vojaškega in obrambnega namena so stolpi imeli tudi reprezentativno in umetniško vlogo pri zasnovi utrjenega kompleksa. Arhitektura mesta je tako konkurirala arhitekturi gradu plemičev, mestno obzidje je bilo pogosto manifestacija ponosa določenega mesta.
Urbana območja zunaj mestnega obzidja, tako imenovana predmestja, so bila pogosto zaprta z lastnim nizom obzidja in vključena v obrambo mesta. Na teh območjih je bilo pogosto poseljeno revnejše prebivalstvo in so se ukvarjali z bolj umazano trgovino. V mnogih mestih so postavili nov zid, ko je mesto zraslo zunaj starega obzidja. To je še vedno mogoče opaziti v tlorisu mesta, na primer v Nördlingenu, včasih pa je ohranjenih celo nekaj starih stolpov, na primer beli stolp v Nürnbergu. Dodatne konstrukcije so preprečile zaobiti mesto, skozi katerega so potekale številne pomembne trgovske poti, s čimer so zagotovili plačilo cestnin, ko so karavane vozile skozi mestna vrata, lokalni trgovski trg pa so obiskale trgovske karavane. Poleg tega so bili zunaj mesta pogosto zgrajeni dodatni signalizacijski in opazovalni stolpi, ki so jih včasih utrdili na gradu. Meja območja vpliva mesta je bila pogosto delno ali v celoti ubranjena s prefinjenimi jarki, obzidjem in / ali ograjami. Mesta prehoda so po navadi varovala vrata ali vgodna zgradba. Te obrambe so redno preverjali konjeniki, ki so pogosto služili tudi kot čuvaji vrat. Dolge raztežaje teh obramb je mogoče videti še danes, celo nekatera vrata so še nedotaknjena. Za dodatno zaščito svojega ozemlja so bogata mesta na svojem vplivnem območju postavila tudi gradove. Primer te prakse je romunski grad Bran, ki naj bi ščitil bližnji Kronstadt (današnji Brașov).
Mestna obzidja so bila pogosto povezana z utrdbami gradov na hribu prek dodatnih zidov. Tako so bile obrambe sestavljene iz mestnih in grajskih utrdb. Ohranjenih je več primerov, na primer v Nemčiji Hirschhorn ob Neckarju, Königsberg in Pappenheim na Frankovskem, Burghausen na Zgornjem Bavarskem in še veliko drugih. Nekaj gradov je bilo bolj neposredno vključenih v obrambno strategijo mesta (npr. Nürnberg, Zons, Carcassonne) ali pa so bila mesta neposredno zunaj gradu kot nekakšen 'predgrad' (Coucy-le-Chateau, Conwy in drugi). Večja mesta so imela pogosto več upravnikov – Augsburg je bil na primer razdeljen na Reichstadt in škofovsko mesto. Ti različni deli so bili pogosto ločeni z lastnimi utrdbami.
Z razvojem strelnega orožja se je pojavila potreba po razširitvi obstoječih naprav, ki so se dodajale v več fazah. Najprej so dodali dodatne polkrožne stolpe med notranjimi in zunanjimi stenami, v katere bi lahko postavili peščico topov. Kmalu zatem so bile na strateško pomembnih mestih, kot so ob vratih ali na vogalih, dodane strukture za ojačitev - ali bastijoni. Dobro ohranjen primer tega je Spitalbastei v Rothenburgu ali bastijoni, zgrajeni kot del obzidja iz 17. stoletja, ki obdaja Derry, mesto na Severnem Irskem; vendar so bila mesta na tej stopnji še vedno zaščitena le z razmeroma tankimi zidovi, ki so lahko nudili malo odpora takratnim topovom. Zato so postavili nove, zvezdaste utrdbe s številnimi topovi in debelimi zemeljskimi nasipi, ojačenimi s kamnom. Te bi se lahko dolgo časa upirale topovskemu ognju. Vendar so te množične utrdbe močno omejile rast mest, saj jih je bilo veliko težje premikati v primerjavi s prej uporabljenimi preprostimi zidovi - kar je še slabše, je bila gradnja 'zunaj mestnih vrat' iz strateških razlogov prepovedana, mesta pa so postala vse bolj gosto poseljena.

## Zaton
Zaradi rasti mest in posledične spremembe obrambne strategije, s poudarkom na izgradnji obrambnih utrdb okoli mest, so bila porušena številna mestna obzidja. Tudi z izumom smodnika so bili zidovi manj učinkoviti, saj so se lahko uporabili oblegovalni topovi, ki so eksplodirali skozi stene, kar bi vojski omogočilo preprosto korakanje skozi. Danes je prisotnost nekdanjih mestnih utrdb pogosto mogoče sklepati le po prisotnosti jarkov, obvoznih cest ali parkov.
Poleg tega nekatere ulice namigujejo na prisotnost utrdb v preteklih časih, na primer, ko se pojavljajo besede, kot sta 'zid' ali 'breg'. Eden izmed znanih primerov je Wall Street v New Yorku v ZDA.
V 19. stoletju je bilo manj poudarka na ohranjanju utrdb zaradi njihove arhitekturne ali zgodovinske vrednosti - na eni strani so bile obnovljene celotne utrdbe (Carcassonne), na drugi strani pa so bile številne zgradbe porušene v prizadevanju za posodobitev mesta. Izjema je zakon o ohranitvi spomenikov bavarskega kralja Ludvika I., ki je privedel do skoraj popolnega ohranjanja številnih spomenikov, kot so Rothenburg ob der Tauber, Nördlingen in Dinkelsbühl. Kot posledica tega edikta se je ohranilo tudi nešteto majhnih utrjenih mest na območju Frankoske.

## Sodobnost
Obzidja in utrjene zidne konstrukcije so bile zgrajene še v moderni dobi. Njihov prvotni namen pa ni bil struktura, ki bi se lahko uprla dolgotrajnemu obleganju ali obstreljevanju. Sodobni primeri obrambnih zidov vključujejo:
- Berlinsko mestno obzidje od 1730 do 1860 je bilo delno narejeno iz lesa. Osnovni namen je bil omogočiti mestu, da carini blago in drugič, da prepreči dezertiranje vojakov iz garnizona v Berlinu.
- Berlinski zid ni služil izključno namenu zaščite zaprtega naselja. Eden od njegovih poglavitnih namenov je bil preprečiti prestop berlinske meje med NDR in zahodnonemško eksklavo zahodni Berlin, zlasti v smeri z vzhoda na zahod.
- Nikozijski zid vzdolž zelene črte, ki deli Severni in Južni Ciper.
- V Koreji so zgrajeni obrambni zidovi vzdolž demilitarizirane cone.
- V 20. stoletju in pozneje je Izrael zgradil številne enklave judovskih naselij in jih obdal z zidovi.
- V Belfastu, Severna Irska je mirovna linija ali mirovni zid - niz ločilnih ovir, ki ločujejo pretežno republikanske in nacionalistične katoliške soseske od pretežno lojalističnih in sindikalističnih protestantskih sosesk.
- Ovira med Mehiko in ZDA, da bi preprečili nezakonito priseljevanje, tihotapljenje drog, trgovino z ljudmi in vstop potencialnih teroristov v ZDA.[5]

Poleg tega so v nekaterih državah različna veleposlaništva lahko združena v enem 'veleposlaniškem okrožju', obdanem z obzidji in stolpi - to se običajno zgodi v regijah, kjer veleposlaništva predstavljajo veliko tveganje, da bodo tarča napadov. Zgodnji primer take enote je bila Legaška četrt v Pekingu konec 19. in v začetku 20. stoletja.
Večina teh modernih mestnih zidov je izdelana iz jekla in betona. Navpične betonske plošče so sestavljene tako, da omogočajo najmanj prostora med njimi, in so trdno temeljene v tleh. Vrh stene je pogosto štrleč in obdan z bodečo žico, da bi bilo plezanje oteženo. Te stene so običajno zgrajene v ravnih linijah in jih na vogalih pokrivajo stražni stolpi. Dvojne stene z vmesno 'ognjeno cono', kakršno je imel nekdanji Berlinski zid, so zdaj redke.
Septembra 2014 je Ukrajina napovedala gradnjo 'evropskega obrambnega zidu' poleg meje z Rusijo, da bi lahko uspešno zaprosila za brezvizno gibanje z Evropsko unijo.
- Berlinski zid leta 1986
- "Mirovni zid" v Belfastu, Severna Irska
- Utrjen zid policijske postaje v Belfastu na Severnem Irskem

## Grajsko obzidje in cvinger (medzidje)
Grajske stavbe so imele za potrebe obrambe različne oblike prostostoječih zidov:
- krožna obzidja,
- zidne plašče in
- ščitni zid.

Pokriti so bili s pokritimi obrambnimi hodniki, tudi večnadstropni ali s cinami (vimperg) ali obojim. Med cinami so bile lahko opazovalne line, tudi strelnice z lesenimi zasloni, ki so se navpično odpirali. "Plašč" ali "visoki plašč" se imenuje:
- del obzidja, ki je zelo visoko in debelo in ščiti izpostavljeni del gradu;
- del obzidja okoli bergfrida; v tem primeru je bil vhod visoko dvignjen z notranjim sistemom stopnic;
- dodatno zgrajen zid pred zunanjimi zidovi robnih stavb, ki naj bi služil kot obzidje;
- samostojno obrambno zidovje na posebej nevarnih delih utrdbe, debelo 5 m in visoko 15 do 30 m.
- včasih je bil pred obzidjem še nižji zid s stolpi, ki naj bi varoval pred topovskimi izstrelki (nemško burgschwalbach)

Dodatno, dvojno obzidje, ki so ga gradili od 12. stoletja dalje, je mesti branilo pred neposrednim napadom na glavno obzidje. Običajno ni v celoti obdajalo grajske utrdbe ampak le nevarne izpostavljene dele. Prostor med obema obzidjema se imenuje cvinger. V tem prostoru so lahko organizirali turnirje, redili svinje, v času nevarnosti pa so ga uporabljali za zaščito okoliškega prebivalstva in živine. Tukaj se je lahko nahajal tudi grajski vrt.